# دوريس دي كامبوس
دوريس دي كامبوس (بالبرتغالية: Dores de Campos) هي بلدية تقع في ولاية ميناس جيرايس في البرازيل. تبعد حوالي 40 كيلومترًا عن مدينة ساو جواو دل ري، وتقع على الطريق السريع الفيدرالي BR-265.

## الاقتصاد
تُعد الصناعة أبرز الأنشطة الاقتصادية في البلدية، حيث يعمل نحو 30٪ من السكان النشطين اقتصاديًا في مصنع مارلوفاس (Marluvas)، الذي يُعد أكبر مصنع في المدينة، وهو متخصص في إنتاج الأحذية ومعدات الحماية المهنية.

## وصلات خارجية
- صفحة بلدية دوريس دي كامبوس – المعهد البرازيلي للإحصاء
- الموقع الرسمي لشركة Marluvas